# Thailand orthohantavirus
Thailand orthohantavirus (англ.), ранее Thailand virus, — вид вирусов из семейства Hantaviridae порядка Bunyavirales. Распространён преимущественно в Таиланде и вызывает геморрагическую лихорадку с почечным синдромом. Получил название в честь страны, в которой был обнаружен.

## История изучения
Впервые хантавирус на территории Таиланда был обнаружен в 1985 году. Группа исследователей поймала более трёхсот различных грызунов, среди которых особо выделялись индийские бандикоты, в тканях 20 % которых были обнаружены РНК вируса. Филогенетические исследования Thailand orthohantavirus, проведённые в 1994 году, показали, что вирус близко родственен вирусу Сеул и входит в одну группу с вирусами Пуумала, Хантаан и Prospect Hill orthohantavirus. В 2017 году в связи с выделением порядка Bunyavirales и ревизией рода Hantavirus название вида изменено, как и у большинства других относящихся к порядку таксонов.
В 2010 году вирус Thailand orthohantavirus был обнаружен у грызунов острова Мадагаскар. Одновременно следы вируса были обнаружены как у экзогенной чёрной крысы, так и у родного для острова вида — соневидного хомяка Майера (Eliurus majori). Генетическое изучение вируса, извлечённого из хомяков Майера, показали, что новый штамм существенно отличается от родительского и может быть признан новым видом хантавирусов. Для штамма было предложено самостоятельное название Anjozorobe virus в честь города Андзузурубе, где был пойман переносчик нового штамма. В 2017 году ревизия рода Hantavirus синонимизировала этот вид с Thailand orthohantavirus.

## Переносчики
В настоящий момент точно не установлено, какой именно вид является естественным резервуаром для Thailand orthohantavirus. Высказываются предположения, что это могут быть индийская бандикота, чёрная крыса, малая крыса и малая рисовая крыса (Rattus losea).